# Seth Rogen
Seth Aaron Rogen (ur. 15 kwietnia 1982 w Vancouver) – kanadyjsko-amerykański aktor komediowy, scenarzysta, reżyser i producent filmowy, jeden z czołowych komików amerykańskiego show businessu. Wystąpił w komediach takich jak 40-letni prawiczek (2005), Wpadka (2007), Supersamiec (2007), Zack i Miri kręcą porno (2008) czy Boski chillout (2008) oraz sitcomach młodzieżowych – Judd Apatow Luzaki i kujony (1999–2000) i Studenciaki (2001–2002). W 2013 zadebiutował jako reżyser komedii To już jest koniec, nakręconej wspólnie z Evanem Goldbergiem, w której zagrał samego siebie.

## Życiorys

### Wczesne lata
Urodził się w Vancouver, w Kanadzie w rodzinie żydowskiej jako syn Sandy (z domu Belogus), pracowniczki socjalnej, i Marka Rogena, który pracował dla organizacji pozarządowej i jako asystent dyrektora żydowskiej organizacji Workmen’s Circle. Wychowywał się ze starszą siostrą Danyą. Uczęszczał do Vancouver Talmud Torah Elementary School i Point Grey Secondary School.
W wieku dwunastu lat zapisał się na warsztaty komediowe prowadzone przez Marka Pooleya. Mając 13 lat zaczął występować jako stand-uper w lesbijskim klubie The Lotus w Vancouver. W 1998, jako 16-latek zajął drugie miejsce w amatorskim konkursie kabaretowym.

### Kariera
Został dostrzeżony przez producenta i reżysera komedii, Judda Apatowa, który był pod ogromnym wrażeniem naturalnych umiejętności chłopaka i zaangażował go do roli Kena Millera w sitcomie młodzieżowym Luzaki i kujony (1999–2000) z Jamesem Franco, za którą wraz z obsadą serialu był nominowany do Teen Choice Awards (1999–2000).
W 2001 zadebiutował na kinowym ekranie w dramacie Richarda Kelly’ego Donnie Darko z Jakiem Gyllenhaalem, z którym kontynuował współpracę, realizując sitcom Studenciaki (2001–2002) według napisanego przez siebie scenariusza. Następnie zagrał w głośnych komediach Judda Apatowa: 40-letni prawiczek (2005) ze Steve’em Carellem, Wpadka (2007; za występ zdobył dwie nominacje do MTV Movie Awards oraz nominację do Nagrody Satelity i Teen Choice Awards) z Katherine Heigl, Funny People (2009) z Adamem Sandlerem i komediodramacie Anne Fletcher Mama i ja (2012) z Barbrą Streisand.
Jako scenarzysta podjął wieloletnią współpracę z Evanem Goldbergiem, w tym nad niektórymi odcinkami programu komediowego Da Ali G Show (2003, nominacja zespołowa do Emmy) z Sachą Baronem Cohenem, a także napisali wspólnie scenariusz do wyprodukowanych i zagranych przez Rogena komedii: Supersamiec (2007), Boski chillout (2008), The Green Hornet 3D (2011).
Wystąpił też w komedii romantycznej Ja, ty i on (2006) z Owenem Wilsonem, Kate Hudson, Michaelem Douglasem i Mattem Dillonem, komediach Adama McKaya Legenda telewizji (2004) u boku Willa Ferrella i Bracia przyrodni (2008) z Johnem C. Reilly, komedii Kevina Smitha Zack i Miri kręcą porno (2008) z Elizabeth Banks oraz komedii Złap, zakapuj, zabłyśnij (2009) z udziałem Raya Liotty i Anny Faris.
Był także współautorem scenariusza komedii Drillbit Taylor: Ochroniarz amator (2008) z Owenem Wilsonem w roli głównej. Podkładał głos postaci w filmach dla dzieci, w tym jako kapitan statku w Shreku Trzecim (2007), Hogsqueal w Kronikach Spiderwick (2008), Mistrz Modliszka w Kung Fu Panda (2008), Morton w Horton słyszy Ktosia (2008) czy B.O.B. w Potworach kontra Obcy (2009).

## Życie prywatne
2 października 2011 ożenił się z Lauren Miller Rogen.

## Filmografia
- 1999–2000: Luzaki i kujony jako Ken Miller
- 2001: Donnie Darko jako Ricky Danforth
- 2001–2002: Studenciaki jako Ron Garner
- 2004: Wake Up jako kamerzysta
- 2004: Donnie Darko: Production Diary jako on sam
- 2004: Legenda telewizji jako kamerzysta
- 2005: 40-letni prawiczek jako Cal
- 2006: Ja, ty i on jako Neil
- 2007: Supersamiec jako oficer Michaels
- 2007: Wpadka jako Ben Stone
- 2008: Analny jako Alan Bershing
- 2008: Zack i Miri kręcą porno jako Zack Brown
- 2008: Boski chillout jako Dale Denton
- 2008: Fanboys jako Admirał Seasholtz
- 2009: Funny People jako Ira Wright
- 2009: Złap, zakapuj, zabłyśnij jako Ronnie Barnhardt
- 2011: Zielony Szerszeń jako Brit Reid
- 2011: 50/50 jako Kyle
- 2013: To już jest koniec jako Seth Rogen
- 2012: Mama i ja jako Andy Brewster
- 2014: Wywiad ze Słońcem Narodu
- 2014: Sąsiedzi jako Mac
- 2015: The Night Before jako Isaac
- 2015: Steve Jobs jako Steve Wozniak
- 2016: Sausage Party
- 2017: The Disaster Artist jako Sandy Schklair
- 2019: Niedobrani jako Fred Flarsky
- 2019: Król lew jako Pumba (głos)
- 2022: Fabelmanowie jako Bennie Loewy